# Sterrentrui

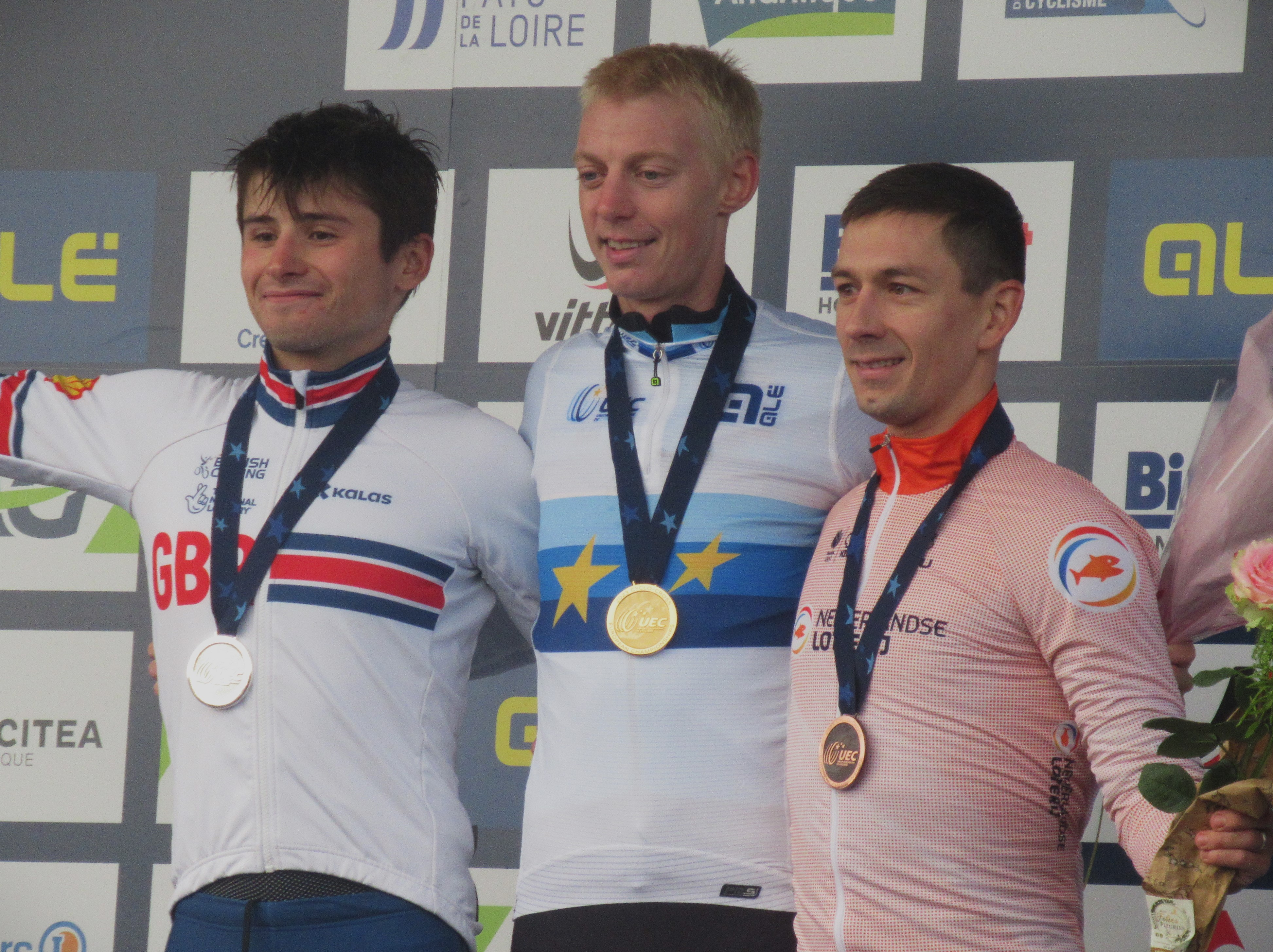
Michael Vanthourenhout won de sterrentrui op het EK veldrijden 2023

De sterrentrui is de trui (wielrennersshirt) die de Europees kampioen in elk van de disciplines van de wielersport tot aan het volgende Europees kampioenschap mag dragen.
Het is een witte trui met drie horizontale blauwe strepen en drie gele sterren, gebaseerd op de vlag van Europa. Hetzelfde patroon komt ook terug op de mouwen, kraag en broek. Eenmaal een renner ooit de sterrentrui won mag hij dat patroon blijven dragen op de mouwen en kraag, In het geval dat hij ooit de regenboogtrui wint, krijgen die eretekens voorrang. De trui was tot 2013 volledig blauw met gele sterren en uiteinden. In 2014 en 2015 kreeg het een donkerblauwe kleur, drie gele sterren en 3 lichte strepen. Sinds 2016 kent de trui haar huidig ontwerp.
De trui wordt door de UEC elk jaar uitgereikt aan de Europese kampioenen in de verschillende disciplines van het wielrennen, baanwielrennen, veldrijden, mountainbiken en gravelrijden.

Ontwerp tot 2013
Ontwerp in 2014 & 2015
Huidig ontwerp sinds 2016
Kampioenstrui voor de Masters

Algemeen klassement · Bergklassement · Combinatieklassement · Jongerenklassement · Ploegenklassement · Puntenklassement · Strijdlustklassement · Tussensprintklassement
 Blauwe trui ·   Bolletjestrui ·  Gele trui ·  Groene trui ·  Paarse trui ·  Rode trui ·  Roze trui ·  Witte trui ·  Zwarte trui ·  Regenboogtrui ·  Sterrentrui